# Gupta-Bleuler-Formalismus
Der Gupta-Bleuler-Formalismus (nach Suraj N. Gupta und Konrad Bleuler) ist eine Methode zur Quantisierung von Eichtheorien, mit der sich die Lorenz-Eichung der klassischen Elektrodynamik in die Quantenelektrodynamik übertragen lässt. Eine solche Eichfixierung ist notwendig, um das Auftreten von unphysikalischen Freiheitsgraden, wie zeitartig und longitudinal polarisierten Photonen im Rahmen der Quantenelektrodynamik zu vermeiden.
Beim Gupta-Bleuler-Formalismus wird die Lorenz-Eichung des Viererpotentials der klassischen Elektrodynamik, {\displaystyle \partial _{\mu }A^{\mu }=0}, durch die beiden schwächeren Bedingungen {\displaystyle \partial _{\mu }A_{(+)}^{\mu }|\Psi \rangle =0} und {\displaystyle \langle \Psi |\partial _{\mu }A_{(-)}^{\mu }=0} ersetzt. Dies bewirkt, dass nicht die Ableitung {\displaystyle \partial _{\mu }A^{\mu }} an sich Null ist, sondern nur deren Erwartungswert {\displaystyle \langle \Psi |\partial _{\mu }A^{\mu }|\Psi \rangle }  für jeden Zustand {\displaystyle |\Psi \rangle }.

## Hintergrund
Die naive Lagrangedichte des Photons lautete mit dem Feldstärketensor {\displaystyle F_{\mu \nu }=\partial _{\mu }A_{\nu }-\partial _{\nu }A_{\mu }}:
{\displaystyle {\mathcal {L}}=-{\frac {1}{4}}F_{\mu \nu }F^{\mu \nu }}
und führt ohne Eichfixierung zu diversen Problemen, da das Viererpotential mit vier Freiheitsgraden ein physikalisches Objekt mit nur zwei Freiheitsgraden, das Photon, adäquat beschreiben soll. Das Auftreten dieser Problematik wird durch Bilden der Euler-Lagrange-Gleichung und des konjugierten Impulses deutlich. Für die Euler-Lagrange-Gleichung gilt sodann
{\displaystyle \Box A^{\nu }+\partial ^{\nu }\partial ^{\mu }A_{\mu }=0},
welche das klassische Ergebnis darstellt, und für den konjugierten Impuls
{\displaystyle \pi ^{\mu }={\frac {\partial {\mathcal {L}}}{\partial (\partial _{0}A_{\mu })}}=F^{\mu 0}}.
Da der Feldstärketensor nach Konstruktion antisymmetrisch ist, verschwindet die zeitartige Komponente des konjugierten Impulses {\displaystyle \pi ^{0}=0}. Daher kann die Kommutator-Relation
{\displaystyle \left[A_{\mu }({\vec {x}},t),\pi _{\nu }({\vec {y}},t)\right]=\mathrm {i} g_{\mu \nu }\delta ^{(3)}({\vec {x}}-{\vec {y}})}
für den Fall {\displaystyle \mu =\nu =0} nicht gültig sein.

### Eichfixierung der Lagrangedichte
Zur Behebung dieses Umstands kann gefordert werden, dass die Euler-Lagrange-Gleichung des Photons die Form einer Wellengleichung annimmt, wie es in der klassischen Elektrodynamik durch die Lorenz-Eichung der Fall ist. Dies geschieht im Gupta-Bleuler-Formalismus durch Einführung eines zusätzlichen Terms in der Lagrangedichte:
{\displaystyle {\mathcal {L}}=-{\frac {1}{4}}F_{\mu \nu }F^{\mu \nu }-{\frac {1}{2\xi }}(\partial _{\mu }A^{\mu })^{2}}
In diesem Artikel wird die Feynman-Eichung {\displaystyle \xi =1} verwendet. Dadurch vereinfacht sich die Euler-Lagrange-Gleichung für den Viererpotential-Operator zu
{\displaystyle \Box A^{\nu }=0},
wohingegen der konjugierte Impuls einen Zusatzterm enthält:
{\displaystyle \pi ^{\mu }=F^{\mu 0}-\partial _{\nu }A^{\nu }\delta ^{\mu 0}}.
Nicht im Widerspruch zu den Formeln der klassischen Elektrodynamik stehend und somit das Korrespondenzprinzip nicht verletzend, ist bis dahin die Wahl von {\displaystyle \partial _{\mu }A^{\mu }} völlig frei. Es wäre sogar falsch zu behaupten, aus dem Vergleich der Euler-Lagrange-Gleichungen vor und nach Eichfixierung folge unweigerlich {\displaystyle \partial _{\mu }A^{\mu }=0}, da dadurch zur Eichfixierung einzig eine Null addiert wäre!

### Zeitartig und longitudinal polarisierte Photonen
Es ist aus der klassischen Elektrodynamik bekannt, dass elektromagnetische Wellen im Vakuum Transversalwellen sind und Photonen einzig zwei Freiheitsgrade besitzen, welche sich in den beiden transversalen Polarisationsrichtungen manifestieren. Stellt man jedoch das Viererpotential in Fourier-Zerlegung dar, so ergibt sich mit den vier Freiheitsgraden {\displaystyle \lambda } und vier linear unabhängig gewählten Basisvektoren {\displaystyle \epsilon _{\mu }(k,\lambda )}
{\displaystyle A_{\mu }=\int {\frac {\mathrm {d} ^{3}{\vec {k}}}{(2\pi )^{3}}}{\frac {1}{\sqrt {2E_{k}}}}\sum _{\lambda =0}^{3}\left(\epsilon _{\mu }(k,\lambda )\alpha (k,\lambda )e^{-\mathrm {i} kx}+\epsilon _{\mu }^{*}(k,\lambda )\alpha ^{\dagger }(k,\lambda )e^{\mathrm {i} kx}\right)}.
Die dabei eingeführten Erzeugungs- und Vernichtungsoperatoren {\displaystyle \alpha ^{\dagger }} bzw. {\displaystyle \alpha } erfüllen dabei die Kommutatorrelation
{\displaystyle \left[\alpha (k,\lambda ),\alpha ^{\dagger }(k',\lambda ')\right]=-g_{\lambda \lambda '}(2\pi )^{3}\delta ^{(3)}({\vec {k}}-{\vec {k}}')},
wie durch explizites Aufstellen des konjugierten Impulses in Fourier-Darstellung gezeigt werden kann.
Durch Wahl eines Koordinatensystems lässt sich {\displaystyle {\vec {k}}} in {\displaystyle z}-Richtung legen, sodass im Folgenden {\displaystyle \lambda =0} zeitartige, {\displaystyle \lambda =1,2} transversale und {\displaystyle \lambda =3} longitudinal polarisierte Photonen beschreiben. Der Hamilton-Operator {\displaystyle H} für das Photon lautet sodann
{\displaystyle H=\int {\frac {\mathrm {d} ^{3}{\vec {k}}}{(2\pi )^{3}}}E_{k}\left(\sum _{\lambda =1}^{3}\alpha ^{\dagger }(k,\lambda )\alpha (k,\lambda )-\alpha ^{\dagger }(k,0)\alpha (k,0)\right)},
wobei das Ergebnis impliziert, dass zeitartig polarisierte Photonen zu negativen Energien führen.

## Anwendung des Formalismus
Bildet man die Ableitung des Viererpotentials, so gilt mit der Wahl {\displaystyle k=(E_{k},0,0,k)}
{\displaystyle \partial _{\mu }A^{\mu }=\int {\frac {\mathrm {d} ^{3}{\vec {k}}}{(2\pi )^{3}}}\mathrm {i} {\sqrt {\frac {E_{k}}{2}}}\left((\alpha (k,3)-\alpha (k,0))e^{-\mathrm {i} kx}-(\alpha ^{\dagger }(k,3)-\alpha ^{\dagger }(k,0))e^{\mathrm {i} kx}\right)}
In diesem Zusammenhang definiert man
{\displaystyle \partial _{\mu }A_{(+)}^{\mu }=\int {\frac {\mathrm {d} ^{3}{\vec {k}}}{(2\pi )^{3}}}\mathrm {i} {\sqrt {\frac {E_{k}}{2}}}\left(\alpha (k,3)-\alpha (k,0)\right)e^{-\mathrm {i} kx}},
{\displaystyle \partial _{\mu }A_{(-)}^{\mu }=\int {\frac {\mathrm {d} ^{3}{\vec {k}}}{(2\pi )^{3}}}\mathrm {i} {\sqrt {\frac {E_{k}}{2}}}\left(\alpha ^{\dagger }(k,3)-\alpha ^{\dagger }(k,0)\right)e^{\mathrm {i} kx}}.
Es folgt aus der eingangs erwähnten Bedingung des Gupta-Bleuler-Formalismus daher, dass bereits im Integranden
{\displaystyle \langle \Psi |\alpha ^{\dagger }(k,3)=\langle \Psi |\alpha ^{\dagger }(k,0)},
{\displaystyle \alpha (k,3)|\Psi \rangle =\alpha (k,0)|\Psi \rangle }
gelten muss. Aus dieser Beziehung ergibt sich für die Energie als Erwartungswert des Hamilton-Operators die nichtnegative Größe
{\displaystyle E=\langle \Psi |H|\Psi \rangle =\langle \Psi |\int {\frac {\mathrm {d} ^{3}{\vec {k}}}{(2\pi )^{3}}}E_{k}\sum _{\lambda =1}^{2}\alpha ^{\dagger }(k,\lambda )\alpha (k,\lambda )|\Psi \rangle },
da sich die Beiträge der longitudinalen und zeitartigen Polarisation gegenseitig aufheben.